# 메건 스트레인지
메건 스트레인지(Meghan Strange, 1969년 8월 14일 ~)는 미국의 배우, 텔레비전 배우, 성우, 영화배우이다.

## 영화
- 럭키 (2011년) - 우먼 이팅 셀러리 역
- 스티치! (2008년)
- 특수요원 오소 (2008년)